# Anna Friedlová-Kanczuská
Anna Friedlová-Kanczuská (7. května 1913 Ostrava - 7. prosince 2004 Bílovec) byla česká architektka a urbanistka.

## Život
Po maturitě na gymnáziu vystudovala České vysoké učení technické v Praze v letech 1932–1937 v ateliéru profesora Antonína Engela. Její spolužačkou zde byla Vlasta Štursová-Suková. Poté pracovala v Ostravě jako samostatná architektka. Její manžel, Evžen Friedl byl po roce 1945 ředitelem městského stavebního úřadu a později hlavním architektem města Ostravy. Tragicky zahynul při leteckém neštěstí v roce 1954.
V roce 1946 byla členkou kolektivu, který zvítězil v soutěži na sídliště Bělský Les. Podle jejího návrhu bylo realizováno 15 třípatrových domů.
V letech 1948–1963 pracovala v Báňských projektech Ostrava, později v Hutním projektu Ostrava.

## Dílo

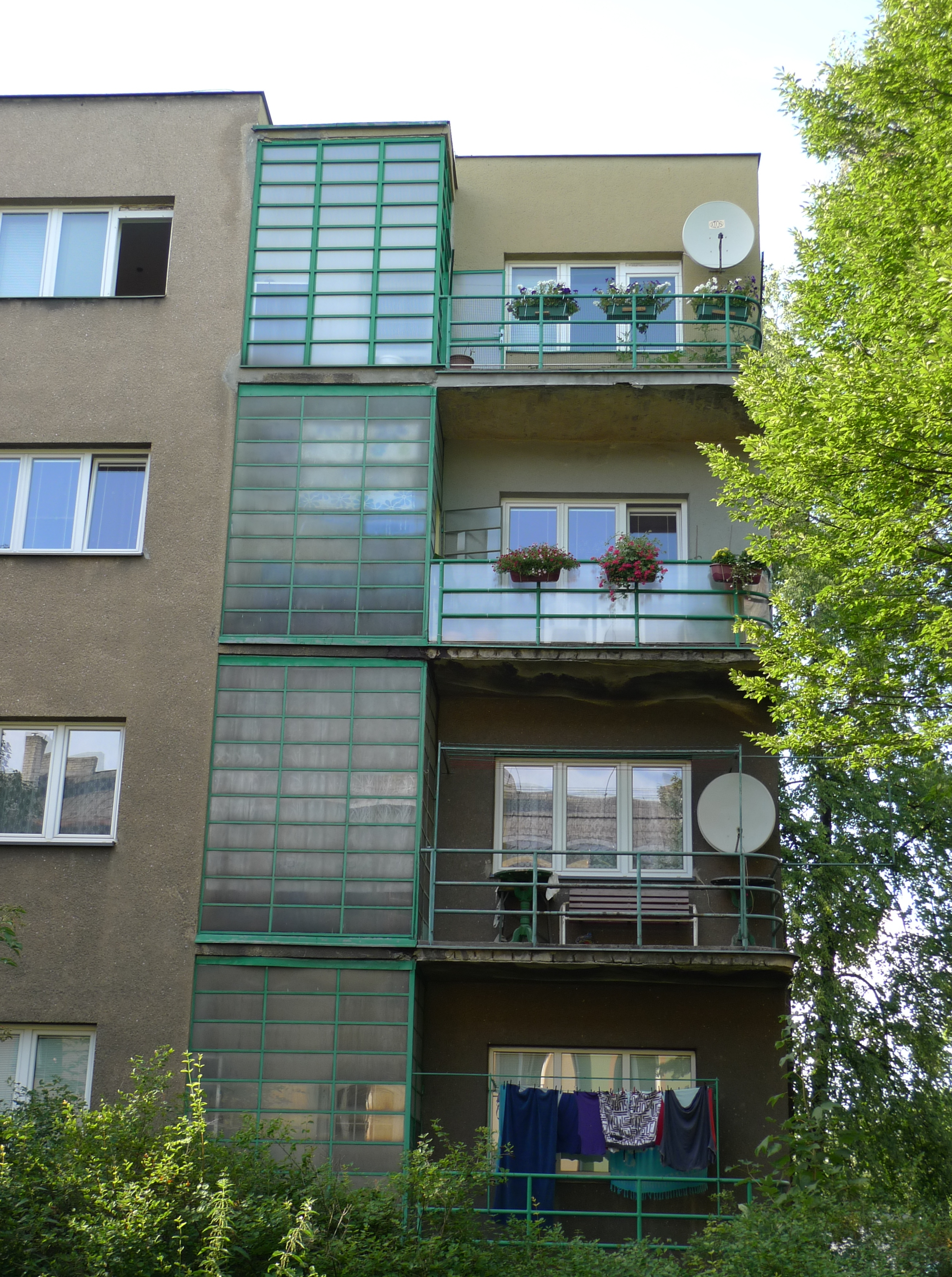
Vzorové sídliště v Ostravě (Sídliště Stalingrad)

- 1946–1951 Vzorné sídliště Bělský Les, Ostrava – Zábřeh – člen autorského kolektivu, urbanismus: Jiří Štursa a Otakar Slabý, projekty jednotlivých objektů: Anna Friedlová-Kanczuská, Vladimír Meduna, Jaroslav Turek. Realizována byla pouze část projektu.[3]
- 1950 učňovské domovy, Důl Šalomoun, Orlová, Karviná
- 1954–1963 vstupní a sociální objekty dolů Rudý říjen, Stonava–sever, Stonava–jih
- 1955–1960 zdravotní střediska dolů Julius Fučík a Prezident Gottwald
- 1960–1963 skleníkový areál, Havířov
- 1963–1970 objekty v areálu botanické zahrady Arboretum Nový Dvůr, Nový Dvůr (Stěbořice)
- 1966 přístavba rekreačního objektu Hutního projektu, Jeseník
- 1966–1970 sportovní areál, Studénka
- 1972 škola, Trojanovice